# 講談社日本百科全書
講談社日本百科全書是一本全面的英文百科全書，在1983年首次出版，包含了很多有關日本的主題。自從講談社在1983年出版，1986年增添了補充冊，百科全書已經由來自27個國家的680名日本學者和524名非日本學者所創造。日本學者編寫了四成的內容，餘下的是由外國學者所編寫。日本和美國學者寫了大多數的文章，而且許多文章是從日本百科全書翻譯成英文版本。
超過11,000個詞條包含了37個類別。這些包括百科全書標準類別譬如歷史、文學、藝術、宗教、經濟和地理。另外，還有科學、技術、法律、婦女、民間傳說、動植物生命、食物、衣物、體育和休閒等類別。它並且包含大約1000個圖像，譬如相片、地圖、圖、圖表、圖和表格等等。第九索引冊包含在百科全書之內曾經出現的名字和詞語。
為了適合大眾，從學生到商人和外交人士，文章會以高中學生的水平來介紹題目，並且為進階學生供給一個很好的起點來了解一些日本知識。
許多文章篇幅不及一個段落。但是，比較一般的標題譬如「日本的歷史」則多達70000個詞條。文章都是未有署名的。許多文章都附有英語、日語甚至其它語言的建議參考書目。